# David Urs de Margina
David Urs de Margina, né à Mărgineni, en Transylvanie, le 1er avril 1816 et mort à Sibiu, Transylvanie, le 10 septembre 1897, est un haut officier roumain de l'Armée impériale autrichienne et ensuite de l'Armée territoriale impériale-royale autrichienne
Il prit part à la seconde guerre d'Indépendance italienne en se battant vaillamment à Solférino (1859), pour mériter la croix de l'Ordre militaire de Marie-Thérèse et à la troisième guerre d'indépendance italienne comme commandant de l'île fortifiée de Lissa (1866).

## Biographie
Il entre dans le régiment des frontières en 1834 en tant que soldat et servit jusqu'au grade de lieutenant (1er mars 1841). En 1846, il est commandant adjoint de la 7e Compagnie de Joseph Philippovich de Philippsberg à Racovița.
L'année révolutionnaire 1848 le trouve au commandement de la septième compagnie à Racovița. Il participe aux luttes contre les régiments de Sicules qui sont passés de côté des révolutionnaires de Lajos Kossuth, combattant dans la région d'Odorhei. Pour son courage, il est distingué à l'ordre du Mérite, ainsi que par les alliés russes à l'ordre de Sainte-Anne de la 3e classe.
Le 19 novembre 1850 il est transféré dans la IR 34 (Infanterieregiment 34) à Kaschau (aujourd'hui Košice, en Slovaquie). Le 5 mai, il est promu au grade de major (correspondant au grade français de commandant) avec lequel il participe à la guerre austro-italo-française et tient le commandant du bataillon. Pour la bravoure prouvée dans les batailles de Solférino et de Medole, il a été décoré de l'Ordre militaire de Marie-Thérèse, le premier Roumain à qui cet ordre a été décerné, ainsi que de l'ordre de la couronne de fer. Le 8 janvier 1860, il est anobli et a reçu le titre de baron.
Il a soutenu financièrement les écoles frontalières d'Orlat et de Năsăud. Il a laissé toute sa fortune en héritage à l'Église roumaine unie à Rome. Une clause testamentaire stipulait que la somme de plus de 50 000 florins laissés par héritage soient destinés à constituer un fonds auquel la Métropolie de Blaj allouerait des bourses d'études pour les étudiants roumains, descendants d'anciens gardes-frontières du 1er régiment roumain d'Orlat.

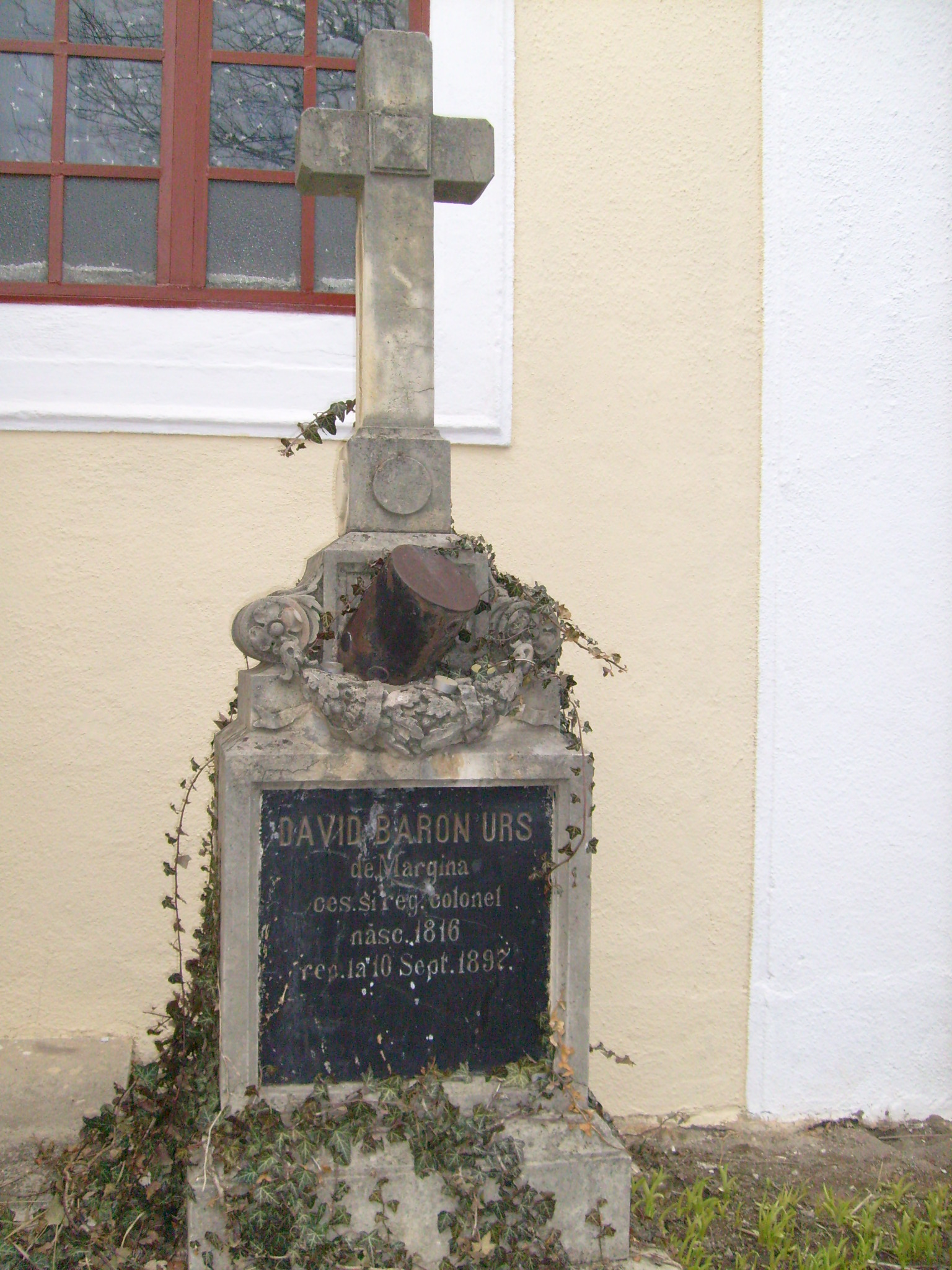
Le tombeau de David Urs.

David Urs est mort à Sibiu, le 10 septembre 1897. Il est enterré à côté de George Bariț dans le cimetière de l'église Saints-Pierre-et-Paul de Sibiu, située 17, rue Reconstrucției, la première église grecque-catholique à Sibiu, actuellement occupée par une paroisse orthodoxe.